# Центральная Угловая
Центральная Угловая — аэродром государственной авиации в Приморском крае, на котором дислоцирован 22-й гвардейский истребительный авиационный полк ВКС России. Располагается в районе Угловое города Артёма, в 9 км юго-западнее международного аэропорта «Владивосток».

## История
Аэродром построен во второй половине 1950-х годов для замены аэродрома «Угловая Южная». С момента постройки на аэродроме базировался 22-й гвардейский истребительный авиационный Краснознамённый полк ПВО СССР, переформированный Приказом Народного Комиссара Военно-морского флота СССР от 25 сентября 1945 года из 6-го истребительного авиаполка авиации Тихоокеанского флота.
МиГ-23МЛД установлен на постаменте перед КПП аэродрома.

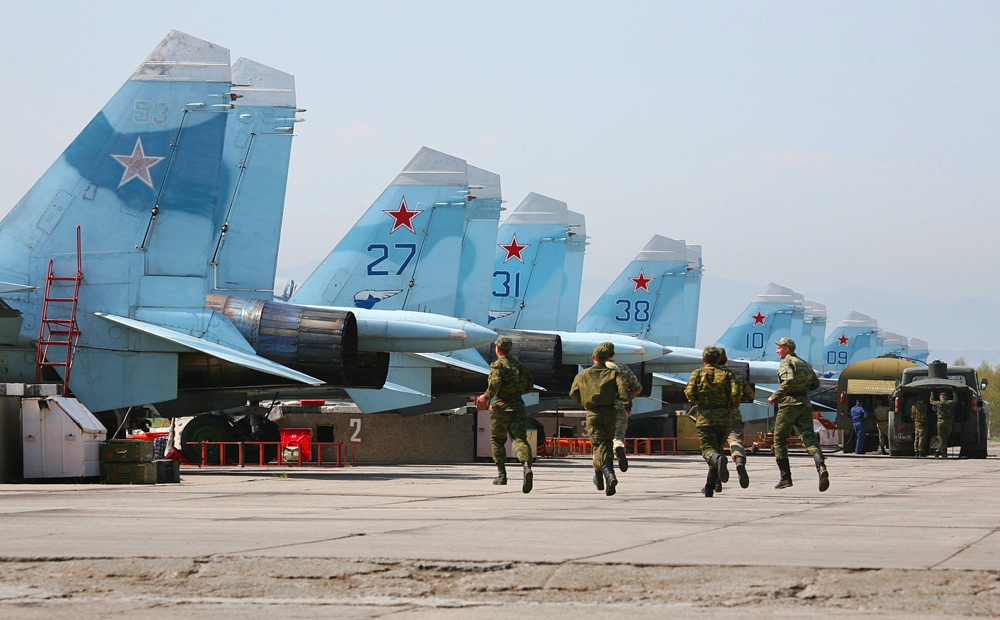
2009 год

В 2009 году на аэродроме размещалась 6989-я смешанная авиационная база — объединение 22-го гвардейского и 530-го истребительных авиаполков (ранее базировался в Соколовке), позже переформирована в 4-ю гвардейскую авиагруппу 6983-й авиабазы Восточного военного округа, организационно входившую в состав 3-го командования ВВС и ПВО.
В 2012 году, на время проведения Саммита АТЭС-2012, для обеспечения безопасности, авиабаза была переведена на боевую готовность № 2.

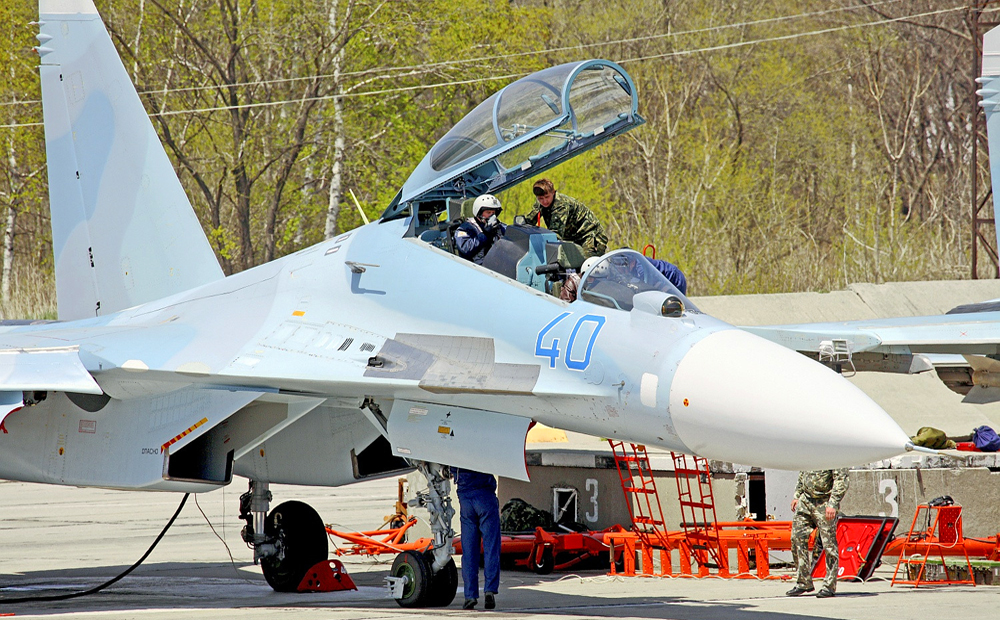
Су-30М2

В 2013 году на аэродроме базировались 2 эскадрильи истребителей Су-27СМ/УБ, Су-30М2 и 1 эскадрилия перехватчиков МиГ-31. С 1 декабря 2013 года гвардейская авиационная группа переформирована в 22-й истребительный авиационный полк в составе 303-й смешанной авиационной дивизии.
В январе 2016 года из Комсомольска-на-Амуре поступили два первых многоцелевых истребителя Су-35С. Подготовка летчиков проходила на базе Государственного центра подготовки авиационного персонала и войсковых испытаний Минобороны России и в авиационной части Восточного военного округа в Хабаровском крае. С конца 2015 года идёт переход с МиГ-31 на модернизированные МиГ-31БМ.
В разные годы на аэродроме базировались: Bell P-63 Kingcobra, МиГ-15, МиГ-17, МиГ-19, Су-9, Як-25, МиГ-23, Су-27.